# Днепровская агломерация

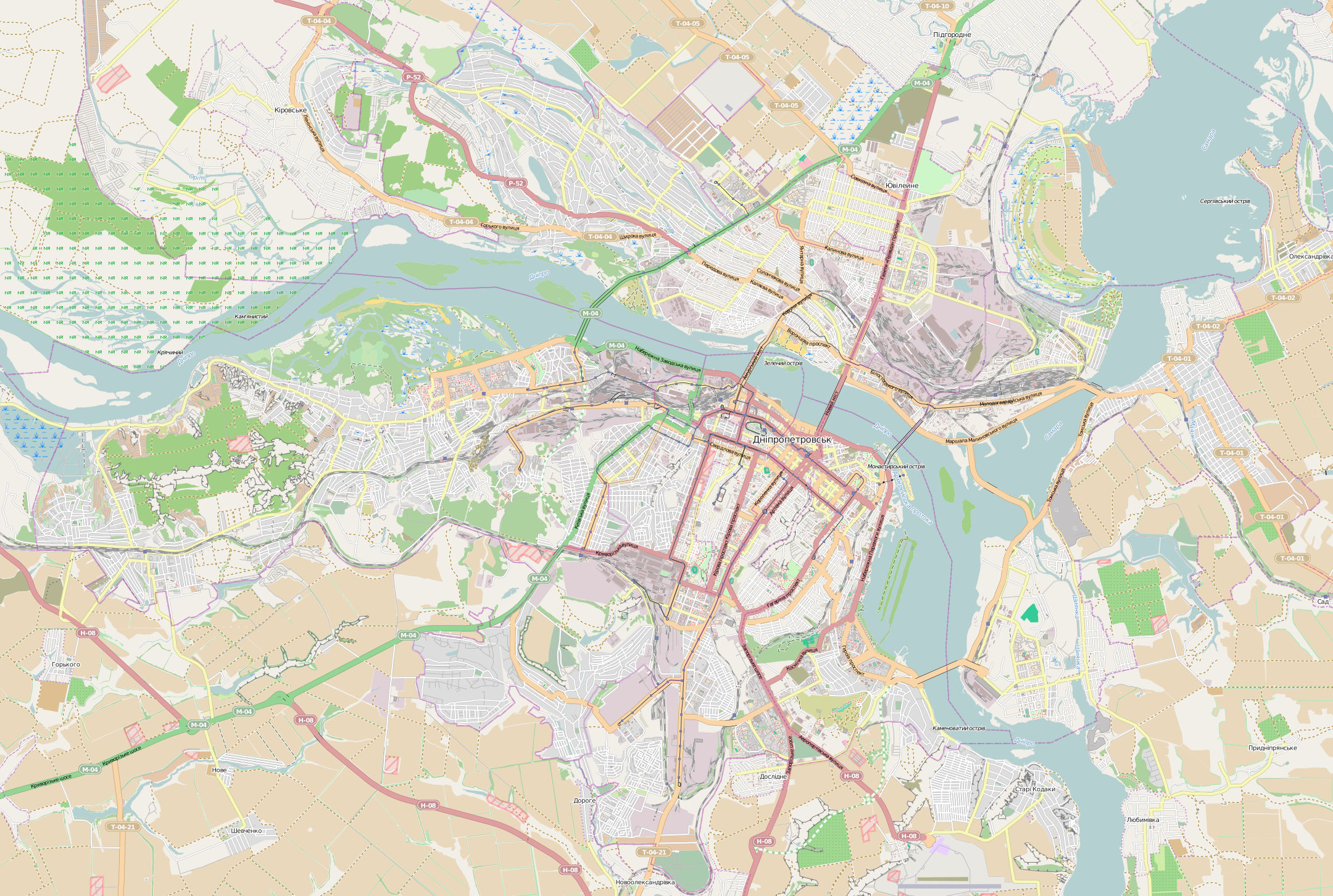
Центр агломерации

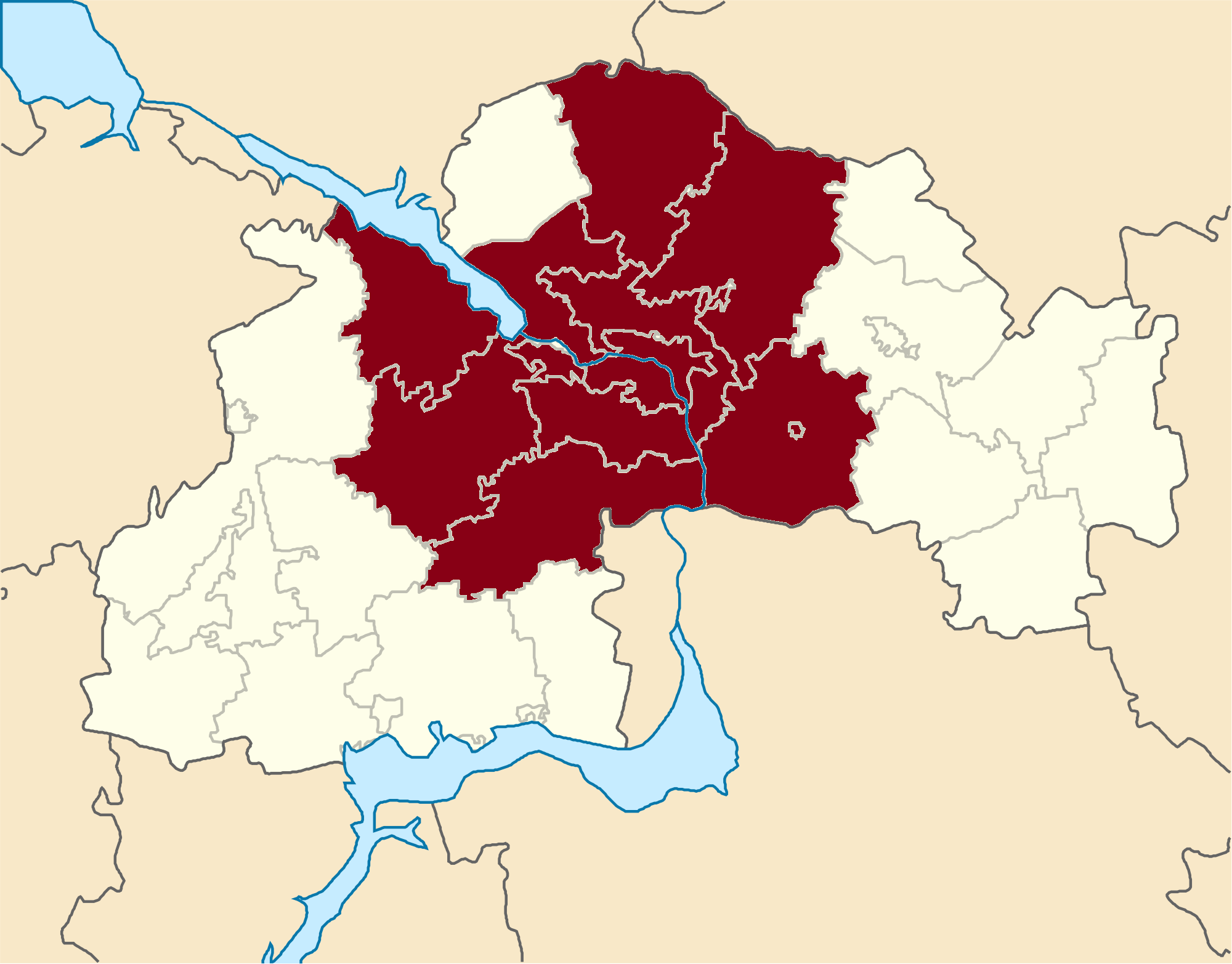
Карта метрополитенского региона города Днепр, включающего 5 городов областного значения и 8 районов

Днепровская агломерация (укр. Дніпровська агломерація) — городская агломерация в Днепропетровской области Украины.
Население агломерации — более 1 300 000 человек. По оценкам, включающим помимо городов также посёлки городского типа — 1 407 000 человек (2015 год), 1 460 000 человек (2014 год), 1 530 000 человек (2001 год).
Состав (население на 1 января 2015 года):
- города (1 348 248 чел.):
  - Днепр (1 002 636 человек)
  - Каменское (240 682 человек)
  - Новомосковск (71 488 человек)
  - Подгородное (19 601 человек)
  - Верхнеднепровск (16 619 человек)
  - Вольногорск (23 060 человек)
  - Верховцево (10 089 человек)
- посёлки (58 753 человек):
  - Авиаторское (2 410 человек)
  - Аулы (4 187 человек)
  - Днепровское (5 659 человек)
  - Илларионово (9 005 человек)
  - Карнауховка (6 685 человек)
  - Куриловка (2 616 человек)
  - Николаевка (1 275 человек)
  - Новониколаевка (4 155 человек)
  - Обуховка (9 273 человек)
  - Сад (479 человек)
  - Слобожанское  (13 009 человек)

всего — только городское население (городов и пгт) — 1 407 001 человек (2015 год).
Днепровский метрополитенский регион, включающий 5 городов областного значения (Днепр, Каменское, Новомосковск, Синельниково, Вольногорск) и 8 районов (Днепровский, Криничанский, Верхнеднепровский, Петриковский, Магдалиновский, Новомосковский, Синельниковский), включая сельское население, насчитывает около 1 752 000 человек на 1 января 2015 года или 1 859 500 человек по данным переписи населения 2001 года.
Экономическая специализация агломерации: чёрная металлургия (в том числе производство труб), коксохимическая, химическая промышленность, машиностроение (в том числе точное, тяжёлое, космическое).